# Chudy József
Chudy József  (Pozsony, 1753. június 14. – Pest, 1813. március 4.) zeneszerző, karmester, feltaláló.

## Élete
Karmester volt az Erdődy János gróf pozsonyi német színházánál 1785 és 1787 között. Később a Kelemen László által alapított magyar színjátszó társasághoz került Pestre. Itt komponálta Szalkay Antal szövegére a Pikkó herceg és Jutka Perzsi című magyar nyelvű operát. A „szomorú–vígoperát” 1793. május 6-án mutatták be – hatalmas sikerrel. E dátumtól számítják a magyar nyelvű operajátszás kezdetét. Chudy zenei tevékenységének írásos nyomai nagyrészt elvesztek.
Chudynak érdekes, ám elfeledett találmánya is volt: a világ első távíró rendszerét találta fel, amely egymástól mintegy 10 kilométerre lévő őrházak láncolatán alapult, és a jeleket kivilágított ablakrendszerrel szándékozott továbbítani. A később hasonlóan őrházakon alapuló Claude Chappe-féle távírórendszer mozgó karokkal, szemafor rendszerrel valósította meg a jelzéseket, s míg Chappe híres lett, Chudy találmányát elfelejtették.